# Голосково
Голосково (укр. Голоскове) — село в Кривоозёрском районе Николаевской области Украины.
Население по переписи 2001 года составляло 484 человек. Почтовый индекс — 55123. Телефонный код — 5133. Занимает площадь 1 км².

## Местный совет
55123, Николаевская обл., Кривоозерский р-н, с. Ониськово, пер. Школьный, 3

## Историческая справка
Голосково, село в Кривозерском районе. В XIX — начале XX в. — местечко Балтского уезда Подольской губернии. В 1863 в Голосково проживало 305 евреев, в 1897—1272 (84,1 %), в 1923 — округленно 1400, в 1926—1572 еврея.
В 1863 в Голосково была синагога, в 1889 — 2 синагоги. В 1909, после смерти отца Якова-Эли Шапиро, раввином Голосково стал Хаим Шапиро (1867—?). В июне 1919 в Голосково произошел погром, устроенный частями Добровольческой армии.
По сей день, сохранилось старое еврейское кладбище на окраине села.

### Во время Холокоста
Румынская зона оккупации. В сентябре 1941 г. в Голосково был расстрелян 241 еврей (источник : ГАРФ ф. 7021 , оп.69, д.80, л.80). В Голосково находится на сей день Братская могила, но в разрушенном состоянии, на старом еврейском кладбище.